# Operation Undertone
1944: Overlord · Dragoon · Mons · Market Garden · Scheldemündung · Aachen · Hürtgenwald · Queen · Elsass-Lothringen · Ardennen
1945: Nordwind · Bodenplatte · Blackcock · Colmar · Veritable · Grenade · Blockbuster · Lumberjack · Undertone · Plunder · Flashpoint · Aschaffenburg · Würzburg · Ruhrkessel · Friesoythe · Nürnberg
Operation Undertone war eine groß angelegte Militäraktion  der 7. und 3. US-Armee sowie Teilen der französischen 1. Armee an der Westfront, kurz vor Ende des Zweiten Weltkriegs. In ihrem Verlauf brachten die Alliierten zwischen dem 12. und 24. März 1945 die westrheinischen Teile des heutigen Rheinland-Pfalz, das Saarland und die während Unternehmen Nordwind zeitweilig verlorenen Gebiete des nördlichen Elsass und Lothringens unter ihre Kontrolle.
Sie durchbrachen hierbei die letzten noch von deutschen Truppen gehaltenen Teile des Westwalls, erreichten zwischen Koblenz und Gambsheim auf breiter Front den Rhein und schufen so die Voraussetzungen für ein Übersetzen über den Rhein, nachdem andere alliierte Verbände bereits am 7. März bei Remagen südlich von Bonn einen Brückenkopf gebildet hatten (siehe hierzu Operation Lumberjack).

## Ausgangslage

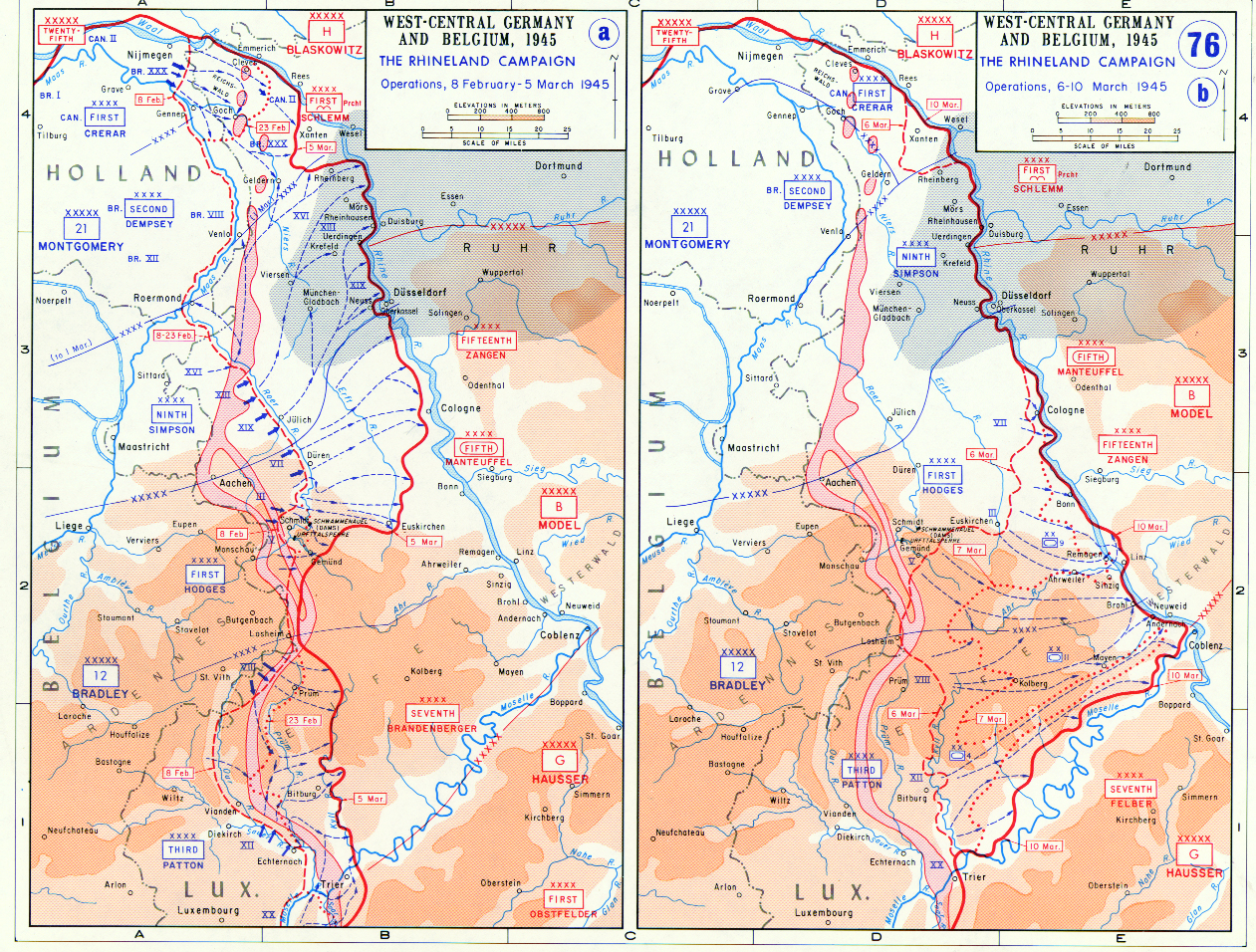
Karte der Operationen Veritable/Grenade und Lumberjack

Am 16. Dezember 1944 begann die Ardennenoffensive der deutschen Wehrmacht und Waffen-SS. Anfangs gelang ein Überraschungsangriff und ein Vorstoß bis nach Bastogne, das bis zum 27. Dezember belagert wurde. Ab dann starteten die Westalliierten eine Gegenoffensive; die deutschen Streitkräfte litten täglich mehr unter dem Mangel an Treibstoff, Munition und weiterem Nachschub. Gleichwohl begannen deutsche Truppen auch das Unternehmen Nordwind (31. Dezember 1944 bis 25. Januar 1945), eine Offensive im Raum Elsass–Lothringen.
Nach dem Ende dieser beiden erfolglosen deutschen Offensiven standen die Alliierten vor dem Westwall, dem Rhein und dem Ruhrgebiet. Operation Plunder, die alliierte Rheinüberquerung, war schon in Planung. General Dwight D. Eisenhower hatte am 13. Februar 1945 seinen beiden Armeegruppen-Befehlshabern Omar Bradley und Jacob L. Devers befohlen, mit Planungen für eine gemeinsame Operation zu beginnen, die die Wehrmacht aus der Region Saarland bzw. Pfalz verdrängen sollte. Er trug ihnen auf so zu planen, dass sie am 15. März einsatzbereit seien. Die Operation sollte erst beginnen, nachdem die britisch-kanadische 21st Army Group im Zuge der Operationen Veritable und Grenade den Rhein erreicht hatte. Der Winter war extrem kalt und lang; man wartete bzw. hoffte auch auf günstigeres Wetter.
Am 7. März nahmen Truppen der südlich der 21st Army Group anschließenden 1. US-Armee der 12th Army Group im Rahmen der Operation Lumberjack die intakte Rheinbrücke bei Remagen und bildeten einen Brückenkopf am rechten Ufer, was Hitler zum Anlass nahm, Gerd von Rundstedt als Oberbefehlshaber West durch Albert Kesselring zu ersetzen. Der linksrheinische Teil von Köln, einer der größten Städte des Reiches, wurde ebenfalls Anfang März besetzt. Die Amerikaner standen nun an Saar und Mosel. Den nächsten Schritt der alliierten „Rhineland Campaign“, des Vormarschs zum Rhein auf breiter Front, sollte die Operation Undertone, die Eroberung des Saar-Pfalz-Dreiecks, bilden.

## Ziel
Die Operation bezweckte, die Wehrmacht aus der Region Saarland und Pfalz zu vertreiben, feindliche Kräfte aus dem Norden in den Süden zu ziehen (bzw. dort zu binden) und ein alternatives Angriffsgebiet zu haben, falls der alliierte Vormarsch im Norden – Operation Grenade und Operation Plunder – scheitern sollte.
Als General Eisenhower den Plan billigte, merkte er an, dass das Ziel der 6. US Armeegruppe nicht nur war, die Wehrmacht aus dem Saarland und der Pfalz (von Eisenhower als „Saar-Palatinate“ (Gau Saarpfalz) bezeichnet) zu verdrängen, sondern auch, zwischen Mannheim und Mainz Brückenköpfe über den Rhein zu schaffen. Er legte weiter fest, dass die 12. US-Armeegruppe (d. h. der 3. US-Armee) mit einem Angriff über die Mosel die im Westwall verschanzten Deutschen aus dem Rücken bedrohen sollte.

## Plan
In der ersten März-Woche billigte General Devers, Befehlshaber der 6th Army Group, einen Plan (Operation Undertone), vorbereitet von General Alexander Patchs 7. US-Armee. Drei Korps sollten auf einer Frontbreite zwischen Saarbrücken und dem Rhein bei Gambsheim südöstlich von Hagenau angreifen. Ein schmaler Streifen, der entlang des Rheins von der äußersten nordöstlichen Ecke des Elsass bei Lauterburg lag, sollte von Verbänden der französischen 1. Armee unter operativer Kontrolle der 7. US-Armee erobert werden. Die größte Aufgabe war im zentralen Frontabschnitt bei Kaiserslautern zu leisten.
Gemäß Truppeneinteilung durch SHAEF wurde die 7. US-Armee der 6th Army Group zur Durchführung des Angriffes um eine Panzerdivision und eine Infanteriedivisionen der 3. US-Armee verstärkt. Die 3. US-Armee sollte eine Linie zwischen ihrem Brückenkopf bei Saarburg bis zur Nahe-Mündung bei Bingen erobern.
Ziel der 3. US-Armee war zunächst, auf dem Vormarsch zum Rhein zwei Armeekorps der deutschen 7. Armee  einzukesseln. Wenn möglich sollte der Angriff entlang des Rheins fortgesetzt werden und die in der Pfalz und im Nordelsass stehenden deutschen Verbände westlich des Rheins einkesseln. General Bradley’s 12th Army Group und General Devers’ 6th Army Group stand dabei SS-General Paul Haussers Heeresgruppe G gegenüber.

## Stellungen

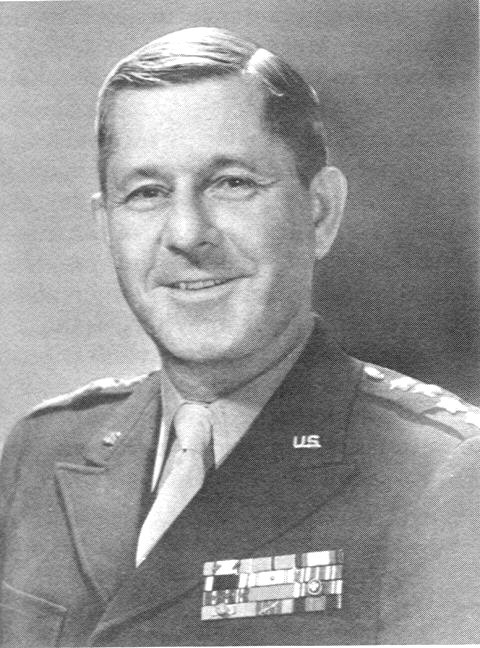
General Jacob Devers

Das XX Corps (General Walker) der 3. US-Armee hatte im Raum Trier-Saarburg einen Brückenkopf südlich der Mosel und östlich der Saar gebildet. Weiter entlang der Mosel bis zur Rheinmündung lagen die Amerikaner auf dem Nordufer des Flusses, wobei am Unterlauf der Mosel das XII US Corps stationiert war (General Eddy). Ihr gegenüber stand die deutsche 7. Armee, ohne befestigte Stellungen und ohne Reserven verteilt auf die Orte und Hügel entlang der Mosel. Hier lag der Schwachpunkt der deutschen Stellung, was den Befehlshabern beider Seiten klar war. Im westlichen Saarland und in der Pfalz lag die deutsche 1. Armee, teilweise bis zu 30 km vor dem Westwall. Mit dem Westwall im Rücken war klar, dass hier ein Angriff der ihr gegenüber liegenden 7. US-Armee (und der ihr angegliederten französischen Einheiten) leichter aufzuhalten war.
Auf dem rechten Flügel der deutschen 7. Armee war das LXXXIX. Korps (ab 9. März General Hoehne) in Stellung, zwischen Koblenz und Cochem. Daran anschließend das XIII. Korps (General Oriola), das weitere 40 km entlang der Mosel besetzte. Am linken Flügel der deutschen 7. Armee schließlich das LXXX. Korps (General Beyer), moselaufwärts bis zur Ruwer-Mündung, ab dort entlang dieses Flusses südostwärts bis zum rechten Flügel der deutschen 1. Armee.
Nur General Milburns XXI Corps (am linken Flügel der Armee, bei Saarbrücken) war recht dicht am Westwall; andere Einheiten der 7. US-Armee waren bis zu 30 km davon entfernt.
Die Hauptlast des Angriffs der 7. US-Armee lag im mittleren Frontabschnitt: General Wade H. Haislips XV Corps stand vor der Stadt Bitsch. Sie war umgeben von Festungen der Maginotlinie. Die Alliierten hatten Bitsch im Dezember 1944 vergeblich einzunehmen versucht und mussten die südliche Umgebung der Stadt und das gesamte Gebiet ostwärtig davon zwischen Lauter und Moder bei einem taktischen Rückzug im Zuge des deutschen Unternehmens Nordwind wieder räumen.
Auf dem rechten Flügel der 7. US-Armee musste General Brooks’ VI Corps den Fluss Moder überqueren; eine von Brooks’ Divisionen musste durch die zerklüfteten Nordvogesen vordringen.
Vier Korps der deutschen 1. Armee standen dem amerikanischen Vormarsch im südlichen Frontbereich im Weg. Den rechten Flügel bildete Walter Hahms LXXXII. Armeekorps zwischen Trier und Merzig. Nordwestlich von und bei Saarbrücken stand General Baptist Knieß’ LXXXV. Armeekorps, das kurz zuvor die 559. Volksgrenadier-Division an die 19. Armee beim LXXX. Armeekorps abgegeben hatte und somit nur noch über zwei Divisionen verfügte. Südöstlich der Stadt stand, an einem Frontabschnitt, der etwa mit dem von Haislips XV. Korps übereinstimmte, das XIII. SS-Armeekorps mit drei Divisionen, kommandiert von SS-Gruppenführer Max Simon. Links davon stand entlang der Moder bis zum Rhein das LXXXX. Armeekorps unter General der Infanterie Erich Petersen mit zwei Volksgrenadier-Divisionen und Resten einer Infanterie-Ausbildungsdivision.
Obwohl die Deutschen am meisten befürchteten, dass die Gegner im Frontabschnitt von Petersens LXXXX. Korps in die Weißenburger Lücke durchbrechen würden (eher als gegen Simons XIII. SS-Korps in den Kaiserslauterer Korridor), hatten die Truppenverschiebungen in den Wochen zuvor, die die deutsche 7. Armee verstärken sollten, das XIII. SS-Korps stärker gelassen. Zusätzlich zu zwei Volksgrenadier-Divisionen hatte Simons Korps die 17. SS-Panzergrenadier-Division „Götz von Berlichingen“ (zu dieser Zeit nicht viel mehr als ein stolzer Name, aber eine Einheit, die noch deutlich mehr Panzer und gepanzerte Fahrzeuge besaß als das ganze übrige benachbarte Korps).
Bei einem Besuch des OB West, General Kesselring im Hauptquartier der Heeresgruppe G wiesen die Generäle Felber und Hausser auf die Gefahr schwerer Verluste und drohender Einkesselung hin, falls der geltende Haltebefehl aufrechterhalten wurde. Kesselring blieb dabei, dass alle Stellungen zu halten wären.

### 13. und 14. März US Angriff an der Mosel
In den frühen Morgenstunden des 13. März überquerte das XX US-Corps die Ruwer mit den Hauptzielen Hermeskeil und Weiskirchen. In dem dicht bewaldeten Gelände gelangen einige Kilometer Fortschritt, aber der deutsche Widerstand war zäh und am 14. März kamen die Amerikaner kaum voran. In den frühen Morgenstunden des 14. März gelang den Amerikanern im Bereich des XII US Corps bei Cochem der Moselübergang. Hier war der deutsche Widerstand schwach. Die Amerikaner konnten zwei einfache Brücken über den Fluss schlagen und den Brückenkopf im Süden einige Kilometer ausdehnen.

### 15. März US Angriff im Süden

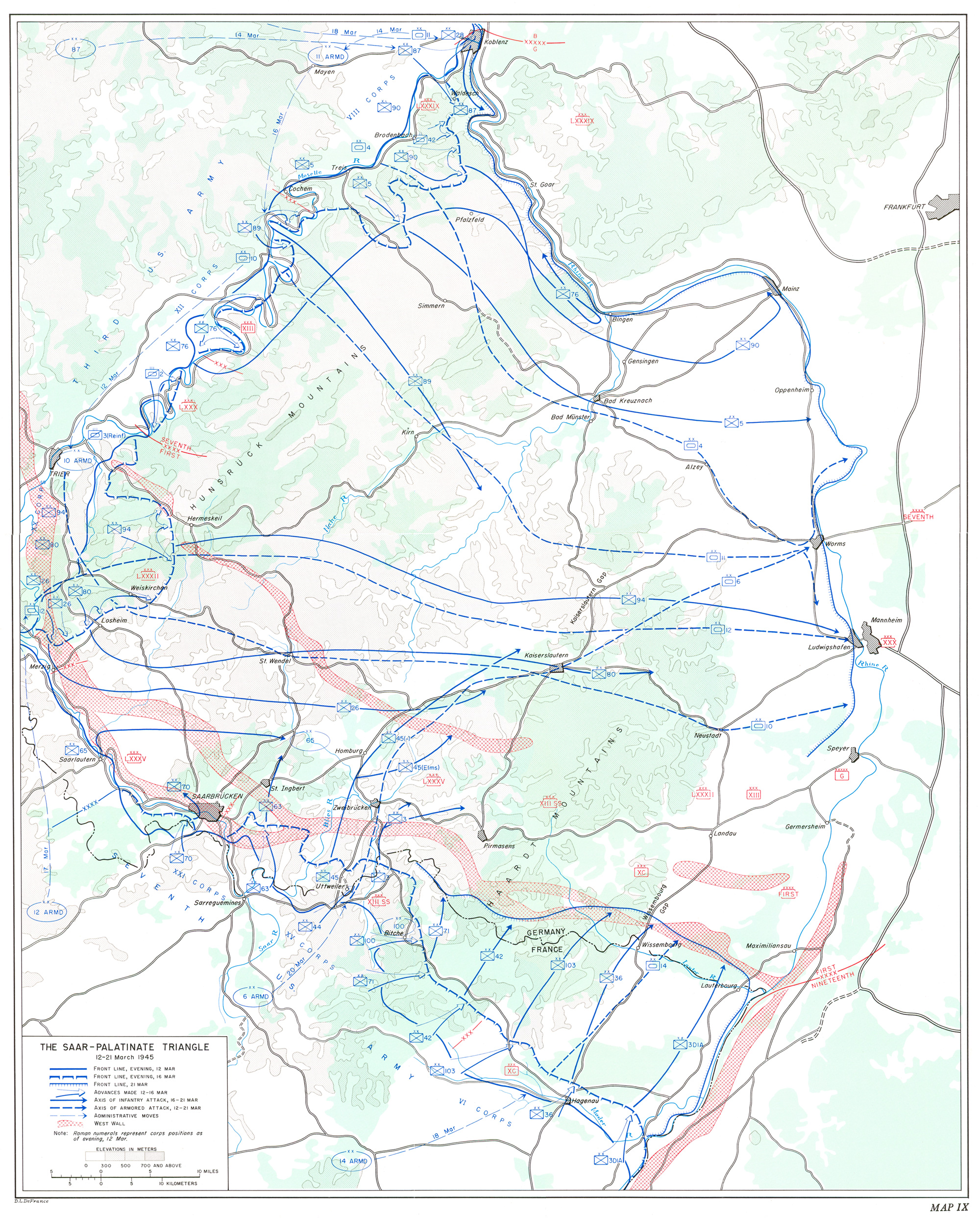
Verlauf der Kämpfe im Saar-Mosel-Dreieck bis zum 21. März 1945

Der deutschen 7. Armee fehlten Reserven, mit denen der US-Brückenkopf bei Cochem hätte eingedrückt werden können. Ein Gegenangriff vom Rhein her sollte zumindest einen Fluchtweg für die deutsche 7. Armee offen halten. Zum Rhein hin konnten die deutschen Verbände tatsächlich den Vormarsch der Amerikaner verzögern. Südlich und westlich von diesem US-Brückenkopf hatten die deutschen Einheiten keinen Kontakt mehr zu ihrer Führung. Gut koordiniert mit Jagdbombern brach dort am Nachmittag eine US Panzerspitze durch und erreichte bei geringem Widerstand bis zum Abend Simmern. Im Raum Saarburg – Hermeskeil – Weiskirchen setzten die Deutschen ihren Widerstand fort, aber er begann zu bröckeln. Die Amerikaner kamen besser voran.
Die an diesem Tag auch im Süden bei der deutschen 1. Armee einsetzenden amerikanischen Angriffe zielten auf die relativ stärksten deutschen Einheiten. Als General Patchs 7. US-Armee vor Tagesanbruch angriff, wurde schnell klar, wie die Deutschen aufgestellt waren.
Nur an zwei Stellen gab es entschlossenen Widerstand:
- auf dem linken Flügel der Amerikaner, wo die 63. US-Infanteriedivision unter Generalmajor Louis E. Hibbs versuchte, Saarbrücken östlich zu umgehen und deutsche Fluchtrouten aus der Stadt abzuschneiden. Die starke Gegenwehr hing damit zusammen, dass die 63. früh auf den Westwall getroffen war.
- weit auf ihrem rechten Flügel, wo die dem VI. US-Korps attachierte 3. Algerische Infanteriedivision (3e Division d’Infanterie d’Algerie) das breite Flachland zwischen Hagenau und dem Rhein säubern sollte. Dort bot ein städtisches Gebiet an der Moder eine Verteidigungslinie und flacher Grund freie Schussfelder für eingegrabene automatische Waffen wie Maschinengewehre.

An anderen Stellen war der Widerstand mitunter tückisch und nur aufwändig auszuschalten, aber in der Regel kurzzeitig. Es gab sehr viele Personenminen und Panzerminen.
Das deutsche Artilleriefeuer war leicht und sporadisch. Das lag auch daran, dass in den Tagen zuvor Flugzeuge des XII Tactical Air Command (Brigadegeneral Glenn O. Barcus) Angriffe auf Teile des Westwalls geflogen hatten, am Stichtag der Operation zusätzlich unterstützt durch mittlere und schwere Bombenangriffe der 8. US-Luftflotte auf Zweibrücken und Kaiserslautern. Das klare Wetter war ideal für Luftangriffe. Unter den Getroffenen waren auch die Ia-Offiziere von zwei der drei Divisionen des LXXXX. Armeekorps.
Von dem XV. US-Korps hatte nur ein Regiment der 45th Infantry Division (Generalmajor Robert T. Frederick) ein Wasserhindernis zu Beginn der Operation: es musste die Blies (einen Nebenfluss der Saar) überqueren. Schon vor Sonnenaufgang hatten die Angreifer die deutsche Hauptverteidigungslinie durchbrochen. Mit Hilfe von Suchscheinwerfern umgingen sie Verteidigungsschwerpunkte und überließen sie nachrückenden Kräften. Am Abend war die Division fast an allen Stellen 5 km jenseits der Blies. Nur an einer Ringstand-Verteidigungslinie bei Saarbrücken und in den flachen Gebieten am Rhein kamen die Amerikaner nicht so weit voran.
Am rechten Flügel des XV. US-Korps fuhren Männer der 100th Infantry Division (Generalmajor Withers A. Burress) schnell zu den Ausläufern der Festungsstadt Bitsch.
Wohl dadurch begünstigt, dass sie das Gelände von Kämpfen im Dezember 1944 bereits kannten, errangen sie dominierende Positionen auf den befestigten Hügeln rund um die Stadt; und es gab keinen Zweifel, dass sie die ganze Festung am nächsten Tag, dem 16. März, einnehmen würden.
Der einzige nennenswerte deutsche Gegenangriff traf ein Bataillon des 7. Infanterieregiments der 3rd Infantry Division.

### 16. März
Während die Deutschen im Westen, Raum Hermeskeil – Weiskirchen, den Ausbruch einer zweiten US Panzerspitze an diesem Tag verhindern konnten, gab es für die bei Simmern stehenden US-Panzer kein Halten mehr. Ohne Kampfhandlungen erreichten sie bis zum späten Nachmittag die Nahe westlich von Bad Kreuznach und sicherten sich zwei intakte Brücken. Ihr Vormarsch endete südöstlich von Bad Kreuznach bei Hochstätten. Vom Rhein her leisteten die Deutschen auch hier hartnäckige Gegenwehr. Für die deutschen Einheiten im Hunsrück westlich dieses US-Brückenkopfs wurde damit eine wichtige Nachschub-Strecke und der kürzeste Rückzugsweg zum Rhein unterbrochen. Die Mehrheit der Zivilisten und viele der in aussichtslosen Stellungen stehende Soldaten waren kriegsmüde. Bei der Wehrmacht zeigten sich in diesem Frontabschnitt erste Zeichen der Auflösung.
Flussaufwärts von Cochem entstand ein weiterer US-Brückenkopf südlich der Mosel. Es gab nur überschaubare deutsche Gegenwehr. Weiterhin hatten die deutschen Einheiten den Befehl, nördlich der Nahe zu halten.
Im südlichen Kampfbereich, bei der 7. US-Armee, mehrten sich überall außer an den beiden Flanken die Anzeichen, dass die Deutschen nur Rückzugsgefechte führten. Das erschien besonders deutlich im Kampfabschnitt des XV. US-Korps, wo alle drei angreifenden Divisionen ihre Erfolge des ersten Tages ausbauen konnten. Haupthindernisse waren Minen und Widerstandsnester, die meist von Panzer- oder Sturmgeschützen geschützt wurden.
Beim Einbruch der Nacht waren die 3. und die 45. Division über die deutsche Grenze, sehr nah an Außenposten des Westwalls vorgedrungen; und die 100. Division, in Bitsch von einer nachfolgenden Infanteriedivision freigekämpft, hatte begonnen, auf gleiche Fronthöhe nachzuziehen.
Der drohende Durchbruch von General Walkers XX. US-Korps Richtung Kaiserslautern ließ bei der deutschen 1. Armee Befürchtungen wachsen, dass deutsche Einheiten am Westwall, bei Saarbrücken und Zweibrücken eingekesselt werden könnten. Wenn Kaiserslautern fallen würde, blieben diesen Truppen nur noch Rückzugsrouten durch die Haardt (ein etwa 30 Kilometer langer, zwei bis fünf Kilometer breiter und bis 673 m ü. NN hoher Mittelgebirgszug des Pfälzerwaldes). Der Pfälzerwald war und ist dicht bewaldet; er wurde nur von einer Hauptstraße, einer Nebenstraße dicht hinter dem Westwall und von wenigen kleinen Straßen und Pfaden durchquert. Die natürlichen Schwierigkeiten dieser kurvenreichen, begrenzt befestigten Wege wurden durch zahlreiche Fahrzeugwracks vergrößert, weil amerikanische Jagdflugzeuge diese Straßen pausenlos beschossen.

### 17. März: Deutscher Zusammenbruch im Saar-Mosel Raum
Bei Bad Kreuznach griffen die Amerikaner in Richtung Mainz an, kamen aber nur geringfügig voran. Südwestlich von Cochem entstand am Nachmittag ein weiterer US Panzerkeil.
Nachdem deutsche Gegenangriffe auf die Amerikaner im Hunsrück gescheitert waren, befahl Kesselring am 17. März, dass Einkesselungen zu vermeiden seien. Daraufhin erging der Befehl an die deutsche 7. Armee, sich bis südlich der Nahe zurückzuziehen.
Hermann Foertsch, Oberbefehlshaber der 1. Armee, ordnete zudem den schrittweisen Rückzug seiner westlichsten Truppe, dem LXXXV. Armeekorps unter General Knieß an. Drei Tage lang sollten Einheiten des Korps von West nach Ost zurückmarschieren und die Hauptstraße blockieren, die nordöstlich durch die Kaiserslauterer Lücke führte.
Unglücklicherweise für Foertschs Plan kam die Hauptbedrohung der Kaiserslauterer Lücke aber nicht aus Richtung Westen oder Südwesten, sondern aus Nordwesten. Am Nachmittag des 17. März brach die deutsche Abwehr im nördlichen Saar-Mosel Raum zwischen Hermeskeil und Weiskirchen zusammen. Das XX US-Korps beschreibt für die Nacht nur erreichte Orte (bis Türkismühle und Birkenfeld) und hält fest, eine Front könne nicht definiert werden. Die Operationszone der 3. US-Armee wurde nach ihren Erfolgen ausgedehnt bis zur Linie Kaiserslautern – Worms.

### 18. März: Der schwarze Tag der Heeresgruppe G
Die US-Panzerspitzen wurden bei bestem Flugwetter im Vormarsch von unmittelbar vorhergehenden Jagdbomber-Angriffen unterstützt. Für ihren Rückzug aus dem Hunsrück-Nahe Bereich war die deutsche 7. Armee auch auf viele Pferdegespanne angewiesen, was den Rückzug neben dem herrschenden Treibstoff-Mangel zusätzlich verlangsamte. Nur vereinzelt kam es zu hinhaltenden Rückzugsgefechten. Viele Verbände der deutschen 7. Armee versuchten nur, zu entkommen. Drei der US-Panzerspitzen rollten am 18. März durch den Hunsrück und die westliche Nordpfalz. Von Jagdbombern und US-Panzern zusammengeschossene deutsche Kolonnen waren für die vorrückende 3. US-Armee ab diesem Tag ein „üblicher Anblick“. Süd-östlich von Bad Kreuznach wurde beim Panzergefecht von Volxheim ein lokaler Gegenangriff der Deutschen zurückgeschlagen. Bad Kreuznach fiel an diesem Tag. Die 3. US-Armee erreichte bis zum Abend St. Wendel, Baumholder und Kirn, Orte an oder südlich der Nahe. Die die Summe der durch die 3. US-Armee gemachten Gefangenen war ab diesem Tag fünfstellig.
Der ungehinderte Vorstoß des XX. US-Korps von General Walker auf Kaiserslautern zu bedeutete nicht nur, dass eine Lücke von einer Truppe im Rücken von Knieß′ im südlichen Bereich liegenden deutschen 1. Armee gefährdet war, sondern auch, dass nun der einzige Rückzugsweg für Knieß′ Truppen und die des beigefügten XIII. SS-Korps durch den Pfälzerwald führte.
In der Reichskanzlei befahl Hitler an diesem Tag, die Orte im Kampfgebiet zwangsweise von Zivilisten zu räumen. Der Befehl wurde nicht umgesetzt. Auch der deutsche Generalstab verstand, dass große Teile der deutschen 7. Armee zwischen Rhein-Ebene und dem US-Brückenkopf bei Saarburg nicht mehr zu retten waren. Generaloberst Hausser bezeichnete den 18. März als „schwarzen Tag der Heeresgruppe G“. Die deutsche 7. Armee erhielt den Befehl, am Glan  eine neue Front aufzubauen (der kleine Fluss verläuft von der südöstlichen Landesgrenze des Saarlands bis zur damaligen westlichen Front des US-Brückenkopfs südlich von Bad-Kreuznach).

### 19. März: Westwall-Durchbruch im Süden
Die Deutschen hatten am 18. März hektisch Nahebrücken gesprengt und setzten diese Sprengungen am 19. März fort. Sie schadeten damit der eigenen Bevölkerung und eigenen Nachzüglern. Die Nahe führte Mitte März 1945 so wenig Wasser, dass die 3. US-Armee sie an verschiedenen Furten mit ihren Motorfahrzeugen durchfahren konnte. Schon am frühen Morgen setzte sie ihre Panzer-Angriffe fort. Der deutsche Rückzug westlich des Glantals wurde als „Rette sich wer kann“ beschrieben. Am Abend des Tages befahl General Felber, Kommandeur der deutschen 7. Armee, nicht etwa den Rückzug über den Rhein, sondern zwischen Mainz, Alzey und Kaiserslautern eine neue Verteidigungslinie aufzubauen. Felber gab später an, selbst eine Umsetzbarkeit bezweifelt zu haben (von der deutschen 7. Armee existierten zu dem Zeitpunkt nur noch Reste entlang einer Linie Kaiserslautern-Kirchheimbolanden).
Die 3. US-Armee beendete ihre Angriffe aus dem Raum Bad Kreuznach Richtung Mainz und griff stattdessen Richtung Worms an. Ihr zweiter Angriffskeil aus Kirn erreichte bis 12 Uhr Meisenheim am Glan. Den Deutschen blieb keine Zeit mehr, dort Brücken zu sprengen. Am Abend passierten die Amerikaner Alzey und erreichten südlich Rockenhausen. Unterdessen machten auch die Panzergruppen bei St. Wendel und Baumholder schnelle Fortschritte. Beide kamen bis zur Nacht aus dem Westen und aus dem Norden bis auf wenige Kilometer an Kaiserslautern heran. Die 3. US-Armee nahm ab dem Nachmittag an vielen Stellen rückwärtige Einheiten der deutschen 7. Armee gefangen (Feldlazarette, schwere Artillerie, Stäbe). Sie wurde in diesem Bereich von den Amerikanern überholt. Eine Front konnte im Bereich der deutschen 7. Armee ab diesem Tag nicht mehr aufgebaut werden.

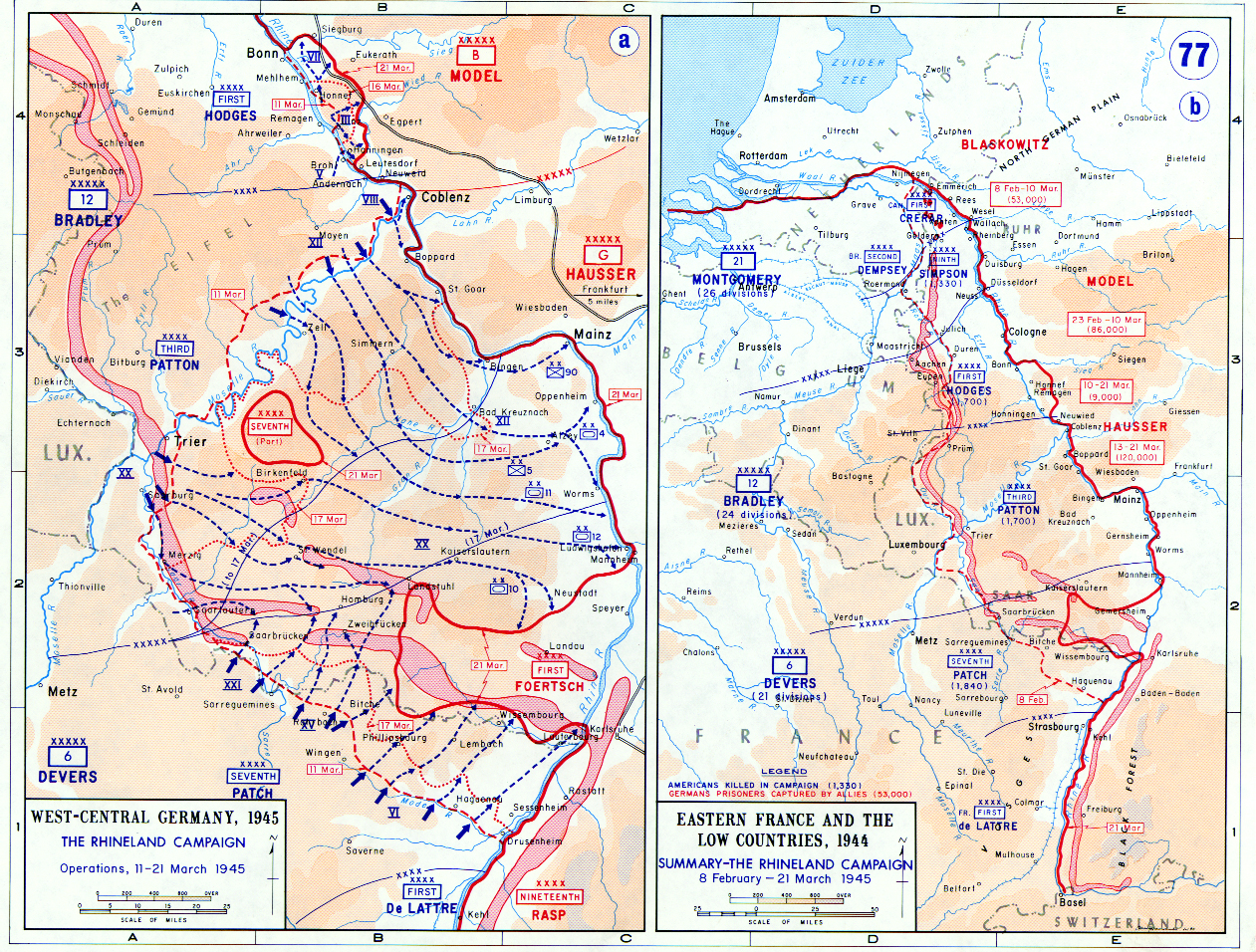
Die Operation Undertone bildete den Abschluss der amerikanischen Rheinlandkampagne, es folgte fast unmittelbar die Überquerung des Rheins.

Als bei der deutschen 1. Armee im südlichen Frontbereich Knieß’ Rückzug des deutschen LXXXV Korps voranschritt, hatte dies den Effekt, dass für den linken Flügel der 7. US-Armee ein Weg durch den Westwall frei wurde. Trotz heftiger Nachhutgefechte brach die 63. Infanteriedivision von General Milburns XXI Corps spät am 19. März 1945 bei Sankt Ingbert durch den Hauptgürtel der Verteidigungsstellungen.
Das XX. US-Korps (General Walker) hatte vom Norden her bereits alle wesentlichen Ziele der 63. Infanteriedivision jenseits des Westwalls eingenommen. Sie hatte in diesem Augenblick deshalb keine Kampfziele mehr.
General Patch, der Oberbefehlshaber der 7. Armee, nutzte die Gelegenheit, um dem Angriff des XV Corps durch Zweibrücken Richtung Kaiserslauterer Lücke, dem Schwerpunktangriff seiner Armee, zusätzlichen Druck zu geben.
Die Divisionen hatten zwei Tage lang gegen das XIII. SS-Armeekorps unter General Simon angekämpft, aber noch keine Bresche für gepanzerte Fahrzeuge durch den Westwall geschlagen. Patch wies General Haislip (den Kommandierenden General des XV Corps) an, durch die von der 63. Division geschlagene Lücke vorzumarschieren und die Westwallverteidiger, die gegen das XV Corps kämpften, von hinten anzugreifen.
Dass die Amerikaner die durch seinen Rückzug entstehende Lücke nutzen würden, war für General Foertsch offensichtlich. Während der Nacht des 19. März erweiterte er seinen Rückzugsbefehl auf den westlichen Flügel des XIII. SS-Armeekorps.
Um ein zweites Remagen zu verhindern, sprengten die Deutschen an diesem Tag alle Rheinbrücken nördlich von Ludwigshafen. Das US-Armeekommando befahl am 19. März eine Rhein-Überquerung durch die 3. US-Armee bei Oppenheim. Noch am Abend begann der Transport von Brückenmaterial aus Lothringen zu diesem Ziel (das zu dem Zeitpunkt noch in deutscher Hand war).

### 20. März: Die 3. US-Armee am Rhein
Am 20. März sandte die Luftwaffe etwa 300 Flugzeuge verschiedener Typen, darunter düsengetriebene Messerschmitt Me 262, um die Marschkolonnen der 3. US-Armee anzugreifen. Sie verursachten nur leichte Verluste. Amerikanische Luftabwehreinheiten (die damit die seltene Gelegenheit bekamen, das anzuwenden, was sie trainiert hatten) schossen 25 deutsche Flugzeuge ab; Piloten des XIX Tactical Air Command meldeten acht Abschüsse.
Von Norden her erreichte die 3. US-Armee Mainz. Aus dem Brückenkopf bei Bad Kreuznach stießen die Amerikaner Richtung Süd-Ost vor und legten bis zum Abend fast ohne Widerstand 50 km über Alzey bis Worms zurück.
Die Panzerkeile der 3. US-Armee im Raum Kaiserslautern umfuhren die Stadt und erreichten Mitte der Nacht den Stadtrand von Frankenthal und Ludwigshafen. Bei Enkenbach gab es ein verlustreiches Gefecht einer anderen US Panzereinheit mit einer deutschen Flak-Abteilung. Als die Amerikaner am Abend Infanterie einsetzten, ergaben sich die Deutschen. Für ihren weiteren Vormarsch nutzten die Amerikaner die Autobahn (heutige A6) und erreichten bis zur Nacht Carlsberg, südwestlich von Wattenheim. Kaiserslautern selbst wurde ohne Kampf besetzt.
In der Nacht zum 21. März erhielt die deutsche 7. Armee den Befehl zum Rückzug ihrer Reste über den Rhein. Ihr LXXX. Armee-Korps wurde an die deutsche 1. Armee abgegeben, um deren Nordflanke in der Rheinebene zu schützen.
Im südlichen Frontabschnitt begann in der Nacht des 20. März der Rückzug des vollständigen SS-Korps der deutschen 1. Armee. Weil Kaiserslautern bereits verloren war, ging das nur auf Straßen durch den Pfälzer Wald. Der Rückzug musste Tag und Nacht stattfinden. Auf den schmalen Straßen gab es für die Deutschen bei den pausenlosen Luftangriffen der Amerikaner fast keine Ausweichmöglichkeiten. Die 17. Kilometer lange Straße zwischen Frankenstein und Bad Dürkheim wurde so zum Schlachthaus (die Amerikaner fanden dort hunderte von toten Pferden). Bei hohen Materialverlusten war eine Flucht oft nur in kleinen Gruppen zu Fuß durch die Wälder möglich.
Die 7. US-Armee durchbrach den Westwall bei Zweibrücken. Obwohl der Rückzug der deutschen 1. Armee geordneter verlief, zeigten sich im Saar-Pfalz Raum die gleichen Auflösungserscheinungen wie bei der deutschen 7. Armee. In Zweibrücken und mehr noch im benachbarten Homburg (Saar) war jede Ordnung in der Zivilgesellschaft zusammengebrochen. Plünderungen, unkontrollierte Brände, herumliegende tote Menschen und Pferde prägten dort das Bild der Ortsmitte. Die deutsche Stadtverwaltung hatte sich abgesetzt und überließ die Bevölkerung ihrem Schicksal. Die Amerikaner besetzten Saarbrücken kampflos.
Auch für den Rückzug im Süden lief für die Wehrmacht die Zeit ab. Gegen Mitternacht stand eine US-Panzerdivision aus dem Raum Kaiserslautern kommend einige Kilometer vor Pirmasens. Auch das XC. Armeekorps der deutschen 1. Armee, das im Süden den Abschnitt bis zum Rhein hielt, begann jetzt mit dem Rückzug seiner westlichsten Einheiten aus dem Pfälzer Wald.

### 21.–23. März
Die 3. US-Armee erreichte den Rhein auf breiter Front. In der Zone zwischen Bingen und Worms fanden, abgesehen von Straßenkämpfen in Mainz, fast keine Kampfhandlungen mehr statt. Auch in Ludwigshafen kam es zu Straßenkämpfen. Einzelne Divisionen der 3. US-Armee griffen weiter in Richtung Süden an und versuchten gemeinsam mit der 7. US-Armee, die deutsche 1. Armee einzukesseln.
Am Rand des Pfälzer Walds vereinigten sich Verbände der 3. und der 7. US-Armee südwestlich von Landau. Ein Rückzug geschlossener deutscher Einheiten aus dem Pfälzer Wald war damit nicht mehr möglich. Der letzte deutsche Brückenkopf westlich des Rheins erstreckte sich von Speyer nach Landau und Germersheim. Er wurde zäh verteidigt, um in den Folgetagen die letzten, noch intakten Brücken für den Rückzug über den Rhein zu nutzen. Am 21. März wurde die Brücke bei Maximiliansau gesprengt.
Das Ende der deutschen Anwesenheit auf der Westseite des Rheins war absehbar. Am 22. März endeten die Kämpfe in Mainz. Um 22.00 Uhr überquerten die ersten Boote der 3. US-Armee den Rhein bei Nierstein und Oppenheim. Die Deutschen konnten dem Unternehmen kaum Widerstand entgegensetzen. Die Amerikaner verzichteten deshalb auf Artillerie-Unterstützung. In den Folgetagen – am 23. und 24. März – bauten US-Truppen drei Pontonbrücken. Zwischen dem 24. März 1945 und dem 31. März 1945 überquerten 60.000 Fahrzeuge auf diesen den Rhein.
Am 23. März endeten die Kämpfe in Ludwigshafen und in Speyer, wo die Deutschen am späten Abend die Rheinbrücke sprengten. Erst am Ende des Tages erlaubte das deutsche Oberkommando den vollständigen Rückzug auf das Ostufer des Rheins. Es gelang den Deutschen, den größten Teil ihrer noch vorhandenen Truppen zu evakuieren. Um 10.20 Uhr am 24. März wurde die letzte verbliebene Rheinbrücke bei Germersheim gesprengt. Am Abend des gleichen Tages standen die Spitzen der 3. US-Armee südlich von Darmstadt an der hessischen Bergstraße.

## Bewertung
Obwohl alle Divisionen des amerikanischen VI Corps ihre Durchbrüche am 23. März schafften, kamen sie nur mit Nachhut-Verbänden in Kontakt und schafften es nicht, die Evakuierung der Reste der deutschen 1. Armee maßgeblich zu beeinträchtigen.
Das Personal der 7. US-Armee schätzte, dass die beiden deutschen Armeen während der Operation Undertone 75–80 % ihrer Infanterie verloren. Die 7. US-Armee und die ihr angeschlossenen französischen Verbände machten in der Zeit 22.000 Gefangene; die 3. US-Armee nahm über 68.000 deutsche Soldaten gefangen. Die 3. US-Armee verzeichnete 5.220 Mann Verluste, davon 681 Tote. Die 7. US-Armee, die hauptsächlich am Westwall kämpfte, hatte wahrscheinlich etwa 12.000 Mann Verluste einschließlich fast 1.000 Gefallener. Die ihr gegenüberstehenden Wehrmachtsverbände verloren (einschließlich der genannten 90.000 Kriegsgefangenen) etwa 113.000 Mann. Im gesamten Raum der Pfalz kam es zu einer großen Anzahl an Desertationen auf der Seiten der Deutschen.
Am 18. März 1945 wurde die Front der deutschen 7. Armee mehrfach durchbrochen. Im Bereich der deutschen Heeresgruppe G konnte von da an bis zum Ende des Krieges keine durchgehende Frontlinie mehr aufgebaut werden. Örtlich kam es zu hinhaltendem Widerstand. Auf dem Ostufer des Rheins war die deutsche Heeresgruppe G zu keiner Zeit mehr eine handlungsfähige militärische Organisation.